# Карнеги, Дейл
Дейл Бре́кенридж Ка́рнеги (англ. Dale Breckenridge Carnegie, до 1922 года — Carnagey; 24 ноября 1888, Мэривилл, Миссури — 1 ноября 1955, Форест-Хилс, Нью-Йорк или Нью-Йорк, Нью-Йорк) — американский педагог, лектор, писатель
, оратор-мотиватор. Основал курсы по самосовершенствованию, эффективному общению, публичным выступлениям и другие.

## Биография
Дейл Карнеги родился в Мэривилле, штат Миссури в бедной фермерской семье. Он был вторым сыном Джеймса Вильяма Ка́рнаги (James William Carnagey) и его жены Аманды Элизабет Харбисон (Amanda Elizabeth Harbison).
В 1904 году его семья переехала в Уорренсберг. Тогда, будучи 16-летним подростком, несмотря на то, что ему приходилось вставать в 3 часа утра, чтобы подоить родительских коров, Дейл посещал Уорренсбергский педагогический колледж (ныне Университет Центрального Миссури), где образование было бесплатным.
В 1908 году он бросил колледж, не сдав экзамен по латыни, но в то же время он решил, что хочет быть учителем. Его первой работой после колледжа было преподавание заочных курсов владельцам ранчо; потом он занимался продажей бекона, мыла и сала для Armour & Company.
Накопив 500 долларов, Карнеги перестаёт заниматься торговлей в 1911 году, чтобы исполнить свою сокровенную мечту — стать преподавателем. Начал преподавать ораторское искусство в YMCA. Карнеги читал лекции при переполненных залах. Чтобы стандартизировать свои методы обучения, он начал публиковать брошюры, которые собрал в виде книги под названием «Публичное выступление: практический курс для деловых людей» (1926; также опубликовано как «Публичное выступление и влияние на мужчин в бизнесе»). В это время он также работал менеджером лекционного тура с писателем Лоуэллом Томасом и собирал малоизвестные факты об известных людях (1934). Стал популярен благодаря книге «Как завоевывать друзей и оказывать влияние на людей» (1936).
В 1922 году Карнеги изменил написание своей фамилии с «Carnagey» на «Carnegie». Вероятно, он сделал это в рекламных целях, так как в то время всем знакомо было имя предпринимателя-миллионера Эндрю Карнеги (неоднократно упоминаемого и цитируемого в книгах Дейла Карнеги).
Карнеги сыграл камео в фильме 1947 года «Джиггс и Мэгги в обществе».

### Личная жизнь
Его первый брак закончился разводом в 1931 году. Второй раз Карнеги женился на Дороти Прайс Вандерпул в 1944 году. Она помогала в расширении Института Дейла Карнеги, особенно помогая институту разрабатывать курсы и программы, ориентированные на новый класс молодых женщин-профессионалов.

### Смерть
Карнеги скончался в возрасте 66 лет от болезни Ходжкина 1 ноября 1955 года в своём доме в Форест-Хилсе (штат Нью-Йорк). Писатель был похоронен в Белтоне (штате Миссури).

## Произведения
Среди произведений — эссе, лекции, книги.
1. «Ораторское искусство и оказание влияния на деловых партнёров» (Public Speaking and Influencing Men in Business, 1926, переработана в 1931).
2. «Малоизвестные факты из жизни известных людей» (Little Known Facts about Well Known People; совместно с Лоуелом Томасом, 1934).
3. «Как завоёвывать друзей и оказывать влияние на людей» (How to Win Friends and Influence People; 1936, ещё при жизни автора было продано более 5 млн экземпляров).
4. «Как перестать беспокоиться и начать жить[англ.]» (How to Stop Worrying and Start Living, 1948)
5. «Как выработать уверенность в себе и влиять на людей, выступая публично» (Public Speaking for Brinzza Success, 1956)

## Институт и тренинговая компания
Дейл Карнеги основал собственный «Институт эффективного ораторского искусства и человеческих отношений» (англ. Dale Carnegie Institute for Effective Speaking and Human Relations), который имеет филиалы во многих странах. В Сент-Луисе в настоящее время работает Университет Дейла Карнеги, в котором ежегодно проходят подготовку и сертификацию десятки тысяч людей. Не следует путать это заведение с престижным Университетом Карнеги — Меллона, основанным промышленником и филантропом Э. Карнеги. К моменту смерти Карнеги его занятия по всему миру посещали около 450 000 человек.
Дейл Карнеги основал компанию Dale Carnegie Training, которая сегодня является международной организацией с офисами в более чем в 80 странах мира, имеющей более 2800 тренеров в своём штате.